# Amberg (hrabstwo Marinette)
Amberg – jednostka osadnicza w Stanach Zjednoczonych, w stanie Wisconsin, w hrabstwie Marinette.